# 哈珊阿加
哈珊阿加（1486年—1543年），又名哈德姆·哈珊阿加，是義大利撒丁出身的奧斯曼帝國宦官和政治人物，曾在1533年-1545年作為奧斯曼阿爾及爾省實際統治者。他是海雷丁帕夏在1533年逗留伊斯坦堡期間在阿爾及爾的代理人。
在1534年，仍為海雷丁的代理人統治阿爾及爾省直至病逝，期間神聖羅馬帝國皇帝查理五世曾在1541年領導艦隊入侵，查理五世在作戰一戰時間後因遭遇風暴撤退。事後他於1542年屠殺了借兵2000人給查理五世的柏柏爾部落Zaouaoua。
1543年，哈珊阿加病逝，之後海雷丁的兒子哈珊帕夏接替其位。